# كريستين ريتر
كريستين ريتر (بالإنجليزية: Krysten Ritter)‏ هي ممثلة أمريكية من مواليد 16 ديسمبر 1981 في بنسيلفانيا، الولايات المتحدة، بدأت مسيرتها الفنية عام 2001. هي أيضا ممثلة، عارضة أزياء، موسيقية.

## الأعمال

### أفلام
| السنة | العنوان                    | الدور          |
| ----- | -------------------------- | -------------- |
| 2003  | ابتسامة الموناليزا         | طالبة          |
| 2008  | 27 فستانا                  | جينا القوطية   |
| 2008  | ما يحدث في فيغاس           | كيلي           |
| 2011  | مارغريت                    | فتاة المتجر    |
| 2014  | فيرونيكا مارس              | جيا كودمان     |
| 2014  | عيون كبيرة                 | ديان           |
| 2019  | إل كامينو: بريكنغ باد موفي | جين مارغوليس   |
| 2024  | القنفذ سونيك 3             | المديرة روكويل |

### مسلسلات
| السنة     | العنوان                              | الدور                               |
| --------- | ------------------------------------ | ----------------------------------- |
| 2004      | حياة واحدة للعيش                     | كاي                                 |
| 2004      | قانون ونظام                          | تريسي وارن                          |
| 2005–2006 | فيرونيكا مارس                        | جيا كودمان                          |
| 2006–2007 | بنات غيلمور                          | لوسي                                |
| 2009–2010 | اختلال ضال                           | جين مارغوليس                        |
| 2009      | فتاة النميمة                         | كارول رودس الشابة                   |
| 2012–2013 | دونت تراست ذا بي---- إن أبارتمينت 23 | كلوي                                |
| 2013      | الدجاجة الآلية                       | دانا بولك (صوت)                     |
| 2013      | ذا كليفلاند شو                       | جينا (صوت)                          |
| 2013      | برنامج إيريك أندريه                  | نفسها                               |
| 2014      | القائمة السوداء                      | روان / نورا ميلز                    |
| 2015–2019 | جيسيكا جونز                          | جيسيكا جونز                         |
| 2017      | المدافعون                            | جيسيكا جونز                         |
| 2022      | عائلة سيمبسون                        | شيلا ريدفيلد (صوت)                  |
| 2023      | الحب والموت                          | شيري كليكلر                         |
| 2024      | سواد اليتم: أصداء                    | لوسي / الدكتورة الشابة إليانور ميلر |

## روابط خارجية
- كريستين ريتر على موقع IMDb (الإنجليزية)
- كريستين ريتر على موقع روتن توميتوز (الإنجليزية)
- كريستين ريتر على موقع ألو سيني (الفرنسية)
- كريستين ريتر على موقع ميوزك برينز (الإنجليزية)
- كريستين ريتر على موقع تيرنر كلاسيك موفيز (الإنجليزية)
- كريستين ريتر على موقع أول موفي (الإنجليزية)
- كريستين ريتر على موقع قاعدة بيانات الأفلام السويدية (السويدية)
- كريستين ريتر على موقع إن إن دي بي (الإنجليزية)
- كريستين ريتر على موقع ديسكوغز (الإنجليزية)
- كريستين ريتر على موقع قاعدة بيانات الفيلم (الإنجليزية)